# In fieri
La locuzione latina in fieri, tradotta letteralmente, significa in divenire.
Questa espressione viene utilizzata quando si parla di un avvenimento che ha già avuto un inizio ma che non è del tutto completato, ancora in corso o ideazione.
Fieri è l'infinito presente del verbo fio, fis, factus sum, fieri che, oltre a divenire, presenta anche i significati diventare, essere fatto ed accadere (quando è usato impersonalmente).